# Galuh Timur
Galuh Timur is een bestuurslaag in het regentschap Brebes van de provincie Midden-Java, Indonesië. Galuh Timur telt 7778 inwoners (volkstelling 2010).